# سیئون (شهر)
 سیئون یکی از شهرهای کشور یمن است. این شهر از شهرهای کشور یمن و از توابع استان حضرموت است. 
 شهر سیئون در بین شهر مکلا و شهر تریم واقع شده‌است.

## جمعیت
جمعیت این شهر در حدود ۱۵۰۰۰ می‌باشد.